# گروه زومتوبل
گروه زومتوبل (Zumtobel Group) شرکت تجهیزات نورپردازی اتریشی است، که در سال ۱۹۵۰ تأسیس شد.